# Berliner Tinke
Berliner Tinke oder auch Berliner Tinktur war die Bezeichnung eines Heroin-Vorgängers in der deutschen Drogenszene der frühen 1970er Jahre. 
Die Tinktur war ein injizierbares Gemisch aus Morphincarbonat und Essigsäure, das vor dem Konsum aufgekocht wurde (meist mit dem Feuerzeug unter einem Teelöffel). Ein Milliliter der braunen Flüssigkeit reichte für eine Injektion und kostete zwischen zehn und 15 Mark. Die Stärke, bzw. der Morphingehalt der Berliner Tinke variierte stark, da sie jederzeit vom Händler oder Zwischenhändler mit Wasser verdünnt werden konnte. Als Indikator des Morphingehalts diente die Farbe der Berliner Tinke. Es galt, je dunkler, desto stärker. Am konzentriertesten galt sie, wenn sie die Farbe von Coca-Cola aufwies.
Im Spätsommer 1969 tauchte aus Istanbul importierte reine Morphinbase auf dem Berliner Schwarzmarkt auf, aus der von jungen Chemikern durch Aufkochen mit Essigsäure die bald Berliner Tinke genannte Droge angefertigt wurde. Anfangs wurde die Tinke von den Produzenten direkt verkauft. Sie liefen mit Medizinflasche und Pipette durch Szene-Kneipen und gaben die Droge direkt auf den Löffel. Es wurde tropfenweise abgerechnet. Bald kamen Interessenten aus Westdeutschland und kauften Tinke fläschchenweise. Bei Sven Reichardt wird diese Entwicklung als „Anfang der Berliner Junkieszene“ bezeichnet.
Durch das Aufkommen harter Drogen wie medizinisches Morphin und Berliner Tinke lösten sich, so Martin Schmid, viele Konsumenten (die vorher Cannabis, LSD und Amphetamine eingenommen hatten) von der Jugend- und Protestbewegung, äußerten keine alternativ-politischen Ansprüche mehr und sammelten sich in Szenen, in denen es nur noch um die Droge ging.